# 김전 선생 묘 및 신도비
김전 선생 묘 및 신도비(金詮 先生 墓 및 神道碑)는 경기도 고양시 덕양구 원흥동에 있는 조선시대의 무덤이다. 1986년 6월 16일 고양시의 향토문화재 제12호로 지정되었다.

## 개요
묘는 원흥동 송현마을 원흥교회 뒤편 절골 골짜기에 남향하여 위치하고 있다. 묘 앞에는 상석, 향로석, 장명등이 있으며 좌우에는 망주석과 문인석이 각 1쌍씩 배치되어 있는데 상석, 향로석, 문인석은 최근의 것이다. 상석에는 광무 10년(1906) 새로 만들었다는 기록이 있다. 묘소의 우측, 망주석 뒤편의 신도비는 장방형의 화강암 비좌, 비신과 화강암의 이수를 갖추었는데 ‘김충정공신도비(金忠貞公神道碑)’란 전자가 뚜렷하다. 특히 비의 이수 부분 문양과 조각수법은 매우 뛰어나며 비의 이수는 생동감 넘치는 조각기술을 보여주는 우수한 신도비문이다. 김전(1458~1523)은 조선 전기의 문신으로 자는 중윤(仲倫)이며 호는 나헌(懶軒)·능인(能人), 본관은 연안(延安)으로 지중추부사(知中樞府事) 김우신(金友臣)의 아들이다.

## 갤러리
- 김전 선생 묘.
- 김전 선생 묘비.
- 김전 선생 부모 김우신 신도비.
- 김전 선생 부모 김우신 신도비.
- 김전 선생 부모 김우신 묘.
- 김전 선생 셋째 아들 김안수 묘.
- 김전 선생 셋째 아들 김안수 묘비.

## 같이 보기
- 김전

## 참고 문헌
- 김전선생묘 및 신도비 - 고양시의 문화관광 - 향토유적